# Zuzanna Skiba

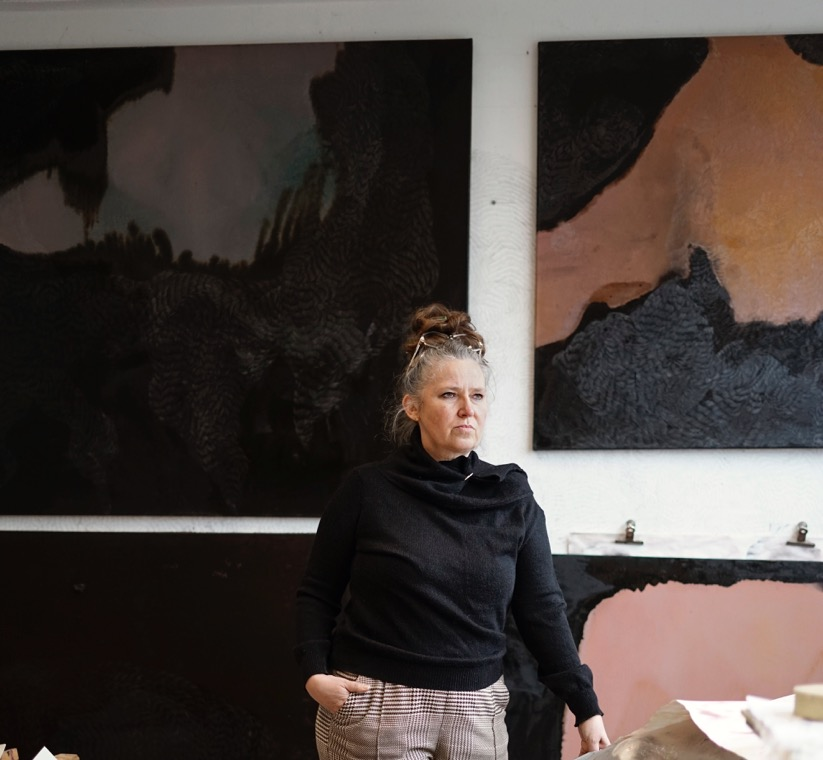
Zuzanna Skiba im Atelier (2021)

Zuzanna Zita Skiba (* 1968 in Koszalin, Polen) ist eine deutsche Künstlerin. Ihre künstlerischen Medien sind in erster Linie Zeichnung und Malerei, aber auch Fotografie, Performance und Video. Unter dem Thema Das verortete Verlangen_Kunst & Kartographie entwickelte sie als Kuratorin eine eigene Ausstellungsreihe, ebenso auch Hidden & Bad, Collier, tasty painting und Salon Philadelphia.

## Leben
Zuzanna Skiba wurde 1968 als Tochter deutschstämmiger ukrainischer Aussiedler in Koszalin (Köslin) in Polen geboren. Die Familie zog 1977 nach Deutschland weiter und ließ sich in Bielefeld nieder.
1988 schloss Zuzanna Skiba ihre Ausbildung zur Kartographin in der Kartenabteilung der Stadt Bielefeld/Rathaus und Landesvermessung für Luftbilder in Bad Godesberg ab. Schwerpunkte der Ausbildung waren Topographische und Thematische Kartographie sowie Geländeschummerung und Schraffur. Dort lernte sie ihren Mentor, Maler und Kartographen Werner Drimecker (1928 – 2011) kennen. Von 1990 bis 1995 studierte Zuzanna Skiba Malerei bei Inge Dörries-Höher und Freies Zeichnen bei Karl-Heinz Meyer an der FH Design in Bielefeld. Ihr Diplom in Malerei erwarb sie bei Inge Höher zum Thema Farbfluß als Irritation, die aufgegebene Perspektive. Anschließend machte sie ein Postgraduate-Malerei-Studium an der Academie Minerva in Groningen (Niederlande) bei Johan van Oord und Jaap Berghuis. 1997–1998 folgte ein Gaststudium an der Universität der Künste Berlin für Philosophie bei Robert Kudelka zu Kants „Kritik der Urteilskraft“ sowie ein Postgraduate-Studium „Kunst im Kontext“ von 2013 bis 2014.
Skiba arbeitet im Bereich der konzeptuellen Malerei, ist Mitglied beim Deutschen Künstlerbund, Berufsverband Bildender Künstler*innen Berlin und im Verein der Berliner Künstlerinnen. Sie lebt und arbeitet in Berlin.

## Werk
In ihrem künstlerischen Schaffen bearbeitet Zuzanna Skiba den Themenkomplex von Magnetfeldern, die sie als subjektive Kartographie malerisch und zeichnerisch verbildlicht. Die Geländeschraffur, ein kartographischer Zeichenschlüssel, ist ihr zentrales Darstellungsmittel. Mit dieser Schraffur wird in der Kartographie die topographische Beschaffenheit einer Landschaft dargestellt. Kurze Linien werden nebeneinander gesetzt, wechselnden Richtungen folgend und mit variabler Dichte und Länge, um landschaftliche Erhebungen in der zweidimensionalen Aufsicht einer Landkarte zu visualisieren.
Zuzanna Skiba überträgt die Geländeschraffur konzeptuell auf natürliche und emotionale Energien, die sich auf der Leinwand oder dem Papier in amorphen, scheinbar strömenden und wabernden Gebilden zeigen. Die gestrichelten Strukturen scheinen ihre Gestalt durch magnetische Einwirkung zu erhalten und sich fließend zu verändern. Der Ursprung dieser Magnetfelder sind innere „Landschaften“, die ins Bild gebracht werden. So ist der künstlerische Prozess eine mentale Kartographie, die sich, in fortlaufendem Wandel befindlich, einerseits subjektiv aus Erinnerungen und Erfahrungen der Künstlerin speist, die andererseits aber auch auf externe Kontexte Bezug nimmt.

### Werkzyklen

#### „Gezeichnet“
Besonders deutlich wird Zuzanna Skibas Konzept im Werkzyklus Gezeichnet. Bei der Bleistiftzeichnung arbeitet sie ausschließlich mit der kartographischen Geländeschraffur. Versenkt im Prozess ihrer Arbeit setzt sie Schraffurstrich an Schraffurstrich und erschafft Stück für Stück ein Ganzes, ohne dass sich die Linien berühren. Durch die strömende Beweglichkeit der Oberflächen entwickeln die Magnetfelder eine dreidimensionale Körperlichkeit, die sich räumlich in die Bildtiefe ausdehnt. Skiba spricht hier von der malerischen Zeichnung.

#### „Überhöht“
Im Werkzklus Überhöht (Gezeichnet auf Malerei) setzt Zuzanna Skiba die Schraffur mit hellem Ölstift auf dunkle mit Ölfarbe gemalte Flächen, wodurch die Zeichnung wie eine losgelöste Ebene über der Malerei schwebt. Ihre primär von oben zweidimensionalen Landschaften löst sie und ergänzt sie um weitere Perspektiven: von oben, von unten und aus dem Mittendrin. Das Ergebnis sind vielschichtige – sowohl auf der Leinwand als auch thematisch – Ansichten, die das volle Spektrum der Kartografie abbilden.

#### „Eingebettet“
Im Werkzyklus Eingebettet übermalt Zuzanna Skiba Magnetfeld-Zeichnungen mit semitransparenten Farbschichten. Das Ergebnis sind organische Formen in roten, grauen und braunen Farbtönen, welche die vorhandenen, schraffierten Magnetfelder in sich einbetten. Aufgrund des mehrschichtigen, lasierenden Farbauftrags in Gouache, Acrylfirnis und ursprünglich auch in Lebensmittelfarbe entwickeln diese Formen ihre Dimensionen.

#### „Gemalt“
Zuzanna Skibas Werkzyklus Gemalt ist die Umsetzung ihres Bildkonzepts in rein malerischer Technik. Primär in Öl auf Leinwand ausgeführt, bisweilen ergänzt durch andere Materialien wie Teer oder Goldpigment, wirken diese Arbeiten wie Luftaufnahmen von imaginären Inseln und Vulkanen, als Energiefelder abstrahiert. Die seit jeher pastose Malweise der Künstlerin unterstreicht den organischen Charakter ihrer Gemälde. Die volle Malkruste lässt die Bilder selbst zu Landschaften werden und verweist zurück auf den konzeptuellen Ausgangspunkt einer kartographischen Kunst.

## Ausstellungen

### Einzelausstellungen
- 2019: Die höchste Lust. Malerei mit Kruste, Galerie UTP, Humboldt-Universität zu Berlin, Berlin
- 2019: Die höchste Lust. Malerei mit Kruste, Max-Planck-Institut für Bildungsforschung, Berlin
- 2018: JE SUIS GUSTAVE, Galerie Hartmann, Berlin
- 2017: Magnetfelder und schwebende Vulkane, Mineralogische Sammlung des Institutes für Geowissenschaften, Friedrich-Schiller-Universität, Jena
- 2017: north cape and the drama of the landscape, Schillerpalace, Berlin
- 2016: charged, Galerie Hartmann, Berlin
- 2014: Magnetfelder – Malerei mit Farbkruste, Galerie exhibeo, Berlin
- 2012: Magnetfelder: mental_im Fluss, Galerie exhibeo, Berlin
- 2012: topos and humans, THE BIG DRAW, Galerie exhibeo, Berlin
- 2009: Das schöne Blut, Galerie Weißer Elefant, Berlin
- 2006: from underneath_in the middle_from above, Frankfurter Kunstverein, Frankfurt
- 2001: PURE, Galerie de Lavoisier, Berlin
- 2000: Malerei & Zeichnung, Galerie Baal, Bielefeld
- 1999: Revision des Sichtbaren, Galerie Jette Rudolph, Berlin

### Gruppenausstellungen (Auswahl)
- 2023: Land schafft Echo, Montez, Frankfurt am Main
- 2023: get together, BcmA Art Projects Space, Berlin
- 2023: Haut, Zentrum für aktuelle Kunst, Museum Zitadelle, Berlin
- 2023: I thought I was an Alien, Polarraum, Hamburg
- 2023: The troubled Nature, Verein der Berliner Künstlerinnen, Haus Kunst Mitte, Berlin
- 2022: Tasty Painting, Deutscher Künstlerbund, Berlin
- 2022: Welten ... & The Big Scale, Verein der Berliner Künstlerinnen, Haus Kunst Mitte, Berlin
- 2022: Gegensprechanlage, Verein der Berliner Künstlerinnen, Haus Kunst Mitte, Berlin
- 2022: Once Quarded, ever emerging mag, KHB STUDIO, Berlin
- 2022: Wo gehen wir hin?, Symposium, Guthmann Akademie, Neu Kladow
- 2022: Anonyme Zeichner, Galerie im Körnerpark, Berlin
- 2022: Artist for Ukraine, lage egal, Berlin
- 2022: Galaxis, Galerie Axel Obiger, Berlin
- 2022: North-Oversee, Kabinettshow, Kunsthalle Wilhelmshaven, Wilhelmshaven
- 2022: mapping 3 – Lantenhammer. Linhard. Skiba, Galerie am Museumskulturspeicher, Würzburg
- 2021: Brückenschlagen, Kunstrampe, Bielefeld
- 2021: Japan. artfestival, Tokyo Metropolitan Theater, Tokyo, Japan
- 2021: New Order, PR17, Berlin
- 2021: Nocturnal Lines, Schindler Lab Galerie, Potsdam
- 2021: Schöneshow, Schönegarten, Berlin
- 2021: 6 aus 60_schwarzweiss, VdBk1867, Käthe-Kollwitz-Museum, Berlin
- 2021: #direkteauktion2, Greed and Guts and Glory, via Hilka Dirks McLaughlin Galerie
- 2021: Brücken schlagen, Kunstrampe, Bielefeld
- 2021: Schwarz auf Schwarz, PR17, Berlin
- 2021: still alive, Deutscher Künstlerbund, Berlin
- 2021: domino#3, salveberlin, Berlin
- 2021: POP UP SHOW VdBK1867, HAUS KUNST MITTE, Berlin
- 2021: artfestival : Japan & Germany, Schloß Charlottenburg Orangerie, Berlin
- 2021: Der feine Rest, Verein der Berliner Künstlerinnen, Galerie Stella A, Berlin
- 2020: ... aus der Luft, Zuzanna Skiba & Werner Drimecker, Salongalerie Die Möwe, Berlin
- 2020: #fiftyfifty, The matter of duality, Paul Fleischmann Haus, Berlin
- 2019: BLASENFLIEGER _ Linienscharen, Städtische Galerie im Kornhaus, Kirchheim Teck
- 2019: seiten/räume, Kunstbuch als Unikat_Linienscharen, Württembergischer Kunstverein, Stuttgart
- 2019: interINTIMES_autoPORTRAIT, Galerie Lachenmann, Frankfurt am Main
- 2019: CHIMERA, Kunsthaus Bethanien, Berlin
- 2019: Flüchtige Entwürfe, Deutscher Künstlerbund, Berlin
- 2019: SALON PHILADELPHIA, Gutshaus Philadelphia, Storkow
- 2019: seiten/räume, Kunstbuch als Unikat_Linienscharen, Museum Ritter, Waldenbuch
- 2019: Crystals Plus, Polarraum, Hamburg
- 2019: Das grosse Schiff, VdBK1867, Torstraße 111, Berlin
- 2019: 25/25/25_Jubiläumsausstellung Rampe, Galerie van Laak-Bérenger, Bielefeld
- 2019: tierisch_gut, Jubiläumsausstellung Kunstraum Rampe, Bielefeld
- 2019: seitenräume.linienscharen_Künstlerbuch als Unikat, Städtische Galerie, Ostfildern
- 2019: Pattern of invisible, Konstanty Szydlowski & Projetspace Kai Hilgemann, Berlin
- 2018: Der kartographische Blick, echolot.Linienscharen, Württembergischer Kunstverein Stuttgart
- 2018: artistintheworld by André Smits, Kosmetiksalon Babette, Berlin
- 2018: S/W, berlin weekly, Berlin
- 2018: Ecstasis Teresa, Alte Münze_Untergrund, Berlin
- 2017: objects in your eyes, charisschwarz, Berlin
- 2017: EKO MATERIA, National Museum Gdansk _contemporary art department: Schlossanlage Oliwa Danzig, Polen
- 2017: »Heimat?«, Deutscher Künstlerbund, Berlin
- 2017: no limite / am Limit, Museu da UFPA, Belém, Brasilien
- 2017: JE SUIS GUSTAVE, station urbaner kulturen, Berlin
- 2016: Räume 1, Historische Victoria Räume, Berlin
- 2016: Pophits covered Covers, Palais Breuner, Wien
- 2016: ERSTE BOTSCHAFT_FROHE BOTSCHAFT, botschaft_UFERHALLEN, Berlin
- 2016: INSELSICHTUNG #2, piano alto & peninsula_lab, Berlin
- 2015: Blinde Landschaften – Malerei, Pavillon Milchhof, Berlin
- 2014: The Artist As Curator‘s Art vol. IV, SCHAU FENSTER, Berlin
- 2014: Das verortete Verlangen 3: Kunst & Kartographie, SCHAU FENSTER, Berlin
- 2014: Lieber Künstler, zeichne mir!, Galerie Semjon Contemporary, Berlin
- 2013: pophits, ArtSpace RheinMain – Ölhalle, Offenbach
- 2013: Pokoj 5 polnische Künstlerinnen, Galerie Weißer Elefant, Berlin
- 2012: das verortete Verlangen 2: Kunst & Kartographie, Projektraum Alte Feuerwache, Berlin
- 2012: Konstellationen, Kunstpreis Tempelhof-Schöneberg, Haus am Kleistpark, Berlin
- 2011: Zeichnungen, LAGE EGAL, Berlin
- 2010: Energische Vorhersagen, Umweltbundesamt, Berlin
- 2008: feedback 1989, Centre for Contemporary Art Lab im Hotel Dajti, Tirana, Albanien
- 2008: A book about death, the Emily Harvey Foundation gallery, 537 Broadway New York, USA
- 2008: Anonyme Zeichner Nr 9, Kunstraum Bethanien, Berlin
- 2008: Gespräche unter den Linden, Galerie le Rayon Vert, Nantes, Frankreich
- 2008: unten_oben, 18m Galerie für Zahlenwerte, Berlin
- 2008: Festival zur Wertschätzung von Kunst, tmp.deluxe, Berlin
- 2008: Das verortete Verlangen 1: Kunst & Kartographie, Projektraum arttransponder, Berlin
- 2008: biotop,tmp.deluxe, Berlin
- 2008: berlinerpool_artist, Akademie der Künste, Berlin
- 2007: verloren*gefunden, endmoräne e.V., Gutshaus Petersdorf
- 2006: der Blick – lautlose Sprache, Projektraum arttransponder, Berlin
- 2006: Oder//Odra, Tabakspeicher, Vierraden
- 2005: 5 Positionen, Backfabrik, Berlin
- 2005: ausgezeichnet, Jubiläumsausstellung, KunstWerk e.V., Köln
- 2004: Eßzimmer, bki, Darmstadt
- 2004: Was is(s)t ein Künstler?, portikussi, Offenbach
- 2002: Stille – Stipendiaten stellen aus, Robert Koepke Haus, Schwalenberg
- 2002: art beyond limits II, Galerie pussy galore, Berlin
- 2001: ART AND SCIENCE, Global Academy of Arts and Design, Tsinghua University, Peking China
- 2001: EXIL, Galerie pussy galore, Berlin
- 2000: raumteilen: TeZuKa+16+1, Galerie brotundspiele, Berlin
- 2000: Kreis-Focusbilder, Schloß Freienfels, Museum Hollfeld
- 2000: Zwischenraum, Fabrik Hoesch-Hallen, Attendorn
- 1999: Offensichtlich – TeZuKa, Haus der Demokratie, Berlin
- 1998: 13. Nationale der Zeichnung, Galerie Oberländer Toskanische Säulenhalle, Augsburg
- 1997: Leerzeichen, Galerie Jette Rudolph, Berlin
- 1996: Stillleben, Galerie Lampingstraße, Bielefeld
- 1995: Das Lächeln des Prometheus, Daniel-Pöppelmann-Haus, Herford
- 1995: Fragments Exchange, RHG Academy Minerva, Groningen, Niederlande
- 1995: Junge Kunst, Galerie Grabenheinrich, Gütersloh
- 1995: Bilder, Pulverturm Lemgo

## Sammlungen
- KPMG, Frankfurt am Main
- Sammlung K, Wiesbaden
- Sammlung Watt, New York
- Skulpturen-Park, Tianjin/Peking, China
- Stadt Berlin, Berliner Künstlerförderung
- Stadt Leipzig
- Treuhand, Frankfurt am Main

## Stipendien und Auszeichnungen
- 2013–2021: Atelier in der Atelieretage AR_29, Berliner Senat und Berufsverband Bildender Künstler*innen Berlin
- 2016: Käthe-Dorsch-und-Agnes-Straub-Stiftung, Berlin
- 2016: Künstlerresidenz, Fruholmen Lonely Island Residence, Fruholmen, Norwegen
- 2012: Kunstpreis Tempelhof-Schöneberg, Haus am Kleistpark, Berlin
- 2011: Preis der Jungen Akademie der Künste, Berlin (Nominierung)
- 2008: Künstlerpreis, Festival zur Wertschätzung der Kunst, tmp.deluxe, Berlin
- 2007: Künstlerresidenz lost*found, endmoräne e.V., Gutshaus Petersdorf
- 2006: Künstlerresidenz, Frankfurter Kunstverein, Frankfurt an der Oder
- 2002: Künstlerresidenz Schwalenberger Maler-Stipendium, Institut für Lippische Landeskunde, Lemgo
- 2001: Tsinghua Academy of Art – National Museum of Modern Art, Peking, China (Auszeichnung)
- 2000: Kunstförderung, Werkvertrag, Stadt Berlin
- 1997–2000: Atelierstipendium, Kunsthaus 23, Berlin-Kladow
- 1995: Erste Erasmus-Stipendiatin an der Academie Minerva, Groningen, Niederlande